# Riksdagen 1968
Riksdagen 1968 ägde rum i Stockholm.
Riksdagens kamrar sammanträdde i riksdagshuset den 10 januari 1968. Riksdagsarbetet inleddes ceremoniellt genom riksdagens högtidliga öppnande i rikssalen på Stockholms slott den 11 januari. Första kammarens talman var Erik Boheman (FP), andra kammarens talman var Fridolf Thapper (S). Riksdagen avslutades den 12 december 1968.